# Hieronyma nipensis
Hieronyma nipensis là một loài thực vật có hoa trong họ Diệp hạ châu. Loài này được Urb. mô tả khoa học đầu tiên năm 1930.